# Balantidium
Balantidium is een geslacht van eencellige trilhaardiertjes uit de klasse Litostomatea.

## Kenmerken
Deze trilhaardiertjes komen voor in het spijsverteringskanaal van gewervelde dieren. Typerend voor de trilhaardiertjes is een sterk met cilia (trilhaartjes) behaarde mond. De meeste trilhaardiertjes zijn voor de voortbeweging afhankelijk van één voortbewegingsmechanisme.
Ze komen meestal parasitair voor bij kakkerlakken, amfibieën en zoogdieren.